# جين غريمود
جين غريمود هي عالمة أحياء دقيقة بريطانية، وانتقلت بعد فترة إلي الولايات المتحدة الأمريكية حيث استقرت في ولاية ألاباما.

## حياتها وتعليمها
وُلدت جين غريمود في إنجلترا وكان أبوها كيميائيًا وكانت تريد أنت تصبح عالمة عندما كانت صغيرة، وحصلت جين غريمود علي البكالريوس والدكتوراة في علم الأحياء الدقيقة من جامعة ليدز في المملكة المتحدة، وقضت تدريب ما بعد الدكتوراة الخاص بها في جامعة أكسفورد وجامعة سان فرانسيسكو وجامعة دارثموس.

## حياتها المهنية

### مشروع الجينوم البشري
شاركت جين غريمود كجزء مهم في مشروع الجينوم البشري حيث عملت في مركز ستافورد للشفرة الوراثية، حيث علقت جين غريمود علي مشاركتها «أشعر بأنني محظوظة للغاية لأنني جزءًا من هذا المشروع للشفرة الوراثية البشرية، حيث أنه بلا منازع المشروع الأكثر تعاونًا في تاريخنا البشري»، وعملت هي وفريقها علي تجميع وتحليل الكروموسومات 5،16و19 وحتي 320 مليون قاعدة ازدواج، والتي تضم ما يقارب من 10% من الشفرة الوراثية للبشر.
واكتشفوا أن االكروموسوم 19 يحتوي على أعلي كثافة جينية بالمقارنة مع أي كروموسوم آخر في جسم الإنسان، وقدروا علي الربط بين العديد من الجينات في هذا الكروموسوم وبعض الجينات للامراض مثل سكري النوع الثاني.

### اعمالها الحالية
حيث انتهي مشروع الشفرة الوراثية للبشر في عام 2008، فإن جين غريمود تقود الآن مجموعة من الباحثين يقومون بالتركيز علي ترتيب وانهاء مجموعة من الشفرات الوراثية للحيوانات والنباتات وكذلك بعض الخضروات تُدعي مجموعات حقيقيقات النوى.
ويركز المعمل علي الشفرات الوراثية لبعض الكائنات الحية المرتبطة بتطوير الوقود الحيوي المستدام والأمن الغذائي العالمي.
الكائنات الحية التي قاموا بدراستها في هدفهم احتوت علي النباتات مثل الحور الأمريكي، العشب المعمر هاردي، سويتشغراس وفول الصويا. وذلك لدفعهم للمزيد من البحث والابتكارات في مجالاتاهم 
أما الأعضاء الأربعة الأخرين الذين حصلوا علي بقية المنحة فهم
كريس ساسكس من جامعة كليمسون، وجيفري تشين من جامعة تكساس ودافيد ستيلي من جامعة تيكساس وبريان سكيفلر من قسم الزراعة من الجامعة الأمريكية.